# Mato Grande (Giruá)
Mato Grande é um distrito do município de Giruá, no Rio Grande do Sul. O distrito possui  cerca de 1 300 habitantes e está situado na região sudeste do município.